# Opopaea meditata
Opopaea meditata är en spindelart som beskrevs av Willis J. Gertsch och Davis 1936. Opopaea meditata ingår i släktet Opopaea och familjen dansspindlar. Inga underarter finns listade i Catalogue of Life.